# Agrupament Nacional Democràtic
L'Agrupament Nacional Democràtic (AND) fou un partit polític andorrà de centre fundat per Òscar Ribas i Reig. Va néixer per a presentar-se a les eleccions al Consell General d'Andorra de 1993, com a successor del Partit Nacional Liberal.

## Història
El partit fou fundat el 1993, després de la legalització dels partits polítics. En les eleccions al Consell General de 1993 va obtindre un 26,4% dels vots, sent la força més votada i amb més escons al Consell General, amb 8 escons. Òscar Ribas i Reig va ser investit com a Cap de Govern fent un pacte amb altres forces progessistes. En novembre de 1994, va perdre una qüestió de confiança i en Marc Forné i Molné, d'Unió Liberal va ser investit Cap de Govern.
A les eleccions generals de 1997 va obtindre 6 escons. Aquestes foren les darreres eleccions a les que la marca AND es presentà. Després, a les eleccions al Consell General de 2001, els antics militants d'AND van integrar-se al Partit Socialdemòcrata i al Partit Demòcrata on alguns antics càrrecs d'AND van aconseguir escons.

## Resultats electorals

### Consell General
| Elecció | Vots  | %    | Escons | +/– | Candidat             | Govern   |
| ------- | ----- | ---- | ------ | --- | -------------------- | -------- |
| 1993    | ???   | 26,4 | 8 / 28 | 8   | Òscar Ribas i Reig   | Coalició |
| 1997    | 2.347 | 27,1 | 6 / 28 | 2   | Ladislau Baró i Solà | Oposició |

### Eleccions Comunals
| Election | Votes | %  | Seats   | +/– | Position |
| -------- | ----- | -- | ------- | --- | -------- |
| 1995     | 1.124 | 16 | 20 / 80 | 20  | 3r       |